# Helge Liljebjörn
Helge Vallentin Liljebjörn (* 16. August 1904 in Göteborg, Schweden; † 2. Mai 1952 ebenda) war ein schwedischer Fußballnationalspieler und -trainer.

## Laufbahn
Liljebjörn spielte zwischen 1928 und 1937 181 Mal für GAIS Göteborg in der Allsvenskan. Dabei gelangen ihm sieben Tore. Außerdem war er 13 Mal schwedischer Nationalspieler. Er gehörte bei der Weltmeisterschaft 1934 dem Kader der Blågult an. 
Nach dem Ende seiner Karriere war er zwischen 1941 und 1943 Trainer bei GAIS.